# Майкъл Рукър
Майкъл Рукър (на английски: Michael Rooker) е американски актьор. 

## Биография
Роден е на 6 април 1955 г. в Джаспър, Алабама.

### Личен живот
Рукър и съпругата му Марго живеят в Тихуана, Калифорния. Те имат две дъщери. 

### Кариера
Някои от по-известните му роли включват тези на Хенри в „Хенри: Портрет на сериен убиец“, Бил Брусард в „Джей Еф Кей“, Хал Тъкър в „Катерачът“, Мърл Диксън в „Живите мъртви“ и Йонду Удонта в „Пазители на Галактиката“.

## Избрана филмография
| Година | Филм                                | Оригинално заглавие            | Роля              | Режисьор         |
| ------ | ----------------------------------- | ------------------------------ | ----------------- | ---------------- |
| 1988   | Над закона                          | Above the Law                  | мъж в бара        | Андрю Дейвис     |
| 1988   | Мисисипи в пламъци                  | Mississippi Burning            | Франк Бейли       | Алън Паркър      |
| 1989   | Музикална кутия                     | Music Box                      | Карчи Ласло       | Костас Гаврас    |
| 1990   | Дни на грохот                       | Days of Thunder                | Роуди Бърнс       | Тони Скот        |
| 1993   | Катерачът                           | Cliffhanger                    | Хал Тъкър         | Рени Харлин      |
| 1993   | Тумбстоун                           | Tombstone                      | Шърман Макмастърс | Джордж Косматос  |
| 2000   | Шестият ден                         | The 6th Day                    | Робърт Маршал     | Роджър Спотисууд |
| 2002   | Фаворитът                           | Undisputed                     | Ей Джей Меркър    | Уолтър Хил       |
| 2008   | Телепорт                            | Jumper                         | Уилям Райс        | Дъг Лайман       |
| 2014   | Пазители на Галактиката             | Guardians of the Galaxy        | Йонду Удонта      | Джеймс Гън       |
| 2017   | Пазители на Галактиката: Втора част | Guardians of the Galaxy Vol. 2 | Йонду Удонта      | Джеймс Гън       |